# Campylobacter-Enteritis
Die Campylobacter-Enteritis ist eine durch verschiedene Bakterienarten der Gattung Campylobacter hervorgerufene, meldepflichtige, entzündliche Durchfallerkrankung beim Menschen. Die Infektionskrankheit wird auch als Campylobacteriose bezeichnet und ist die am häufigsten vorkommende Erkrankung des Verdauungstrakts. Campylobacter-Arten sind gramnegative, spiralig gekrümmte Stäbchen und gehören zur Gruppe der Zoonoseerreger, die vom Tier auf den Menschen übertragen werden und dort zu einer Erkrankung führen können. Bei Tieren wie Rindern oder Geflügel bleibt die Erkrankung häufig unentdeckt, weil die Tiere meistens keine Krankheitssymptome zeigen.

## Krankheitsmechanismus
Die Erreger beim Menschen sind Campylobacter jejuni, Campylobacter coli, Campylobacter lari und Campylobacter fetus ssp. fetus. 2010 konnten bei den gemeldeten Campylobacteriose-Fällen in 35,7 % C. jejuni, in 2,3 % C. coli, in 0,22 % C. lari und in 0,01 % C. upsaliensis als Krankheitserreger identifiziert werden. In den meisten Fällen (51,8 %) wurde nicht die Art, sondern nur die Gattung ermittelt oder die Art konnte nicht zweifelsfrei identifiziert werden.
Wie die Shigellen gehört Campylobacter zu den Erregern, die in die Schleimhäute des Darmes einwandern. Sie bilden einen hitzeresistenten Giftstoff (Enterotoxin), der vermutlich für die Durchfallsymptome verantwortlich ist.
Campylobacter ist enteroinvasiv, d. h., er dringt über die Darmepithelien ein und verbreitet sich von dort aus. Er kann somit auch in das Blut gelangen (Bakteriämie) und eine Sepsis verursachen.

## Verlauf
Von der Infektion bis zum Ausbruch der Krankheit dauert es etwa 1–7 Tage. Daraufhin kommt es zu Symptomen, wie sie auch bei anderen Enteritiden üblich sind. Dazu zählen Bauchschmerzen, starke, manchmal blutige Durchfälle und ein ausgeprägtes Krankheitsgefühl mit Fieber bis zu 40 °C. Häufig kommt es 12–24 Stunden vor Auftreten der enteritischen Symptome bereits zu Fieber (38–40 °C), Kopfschmerzen, Myalgien, Arthralgien und Müdigkeit.
Nach vier Tagen bis zwei Wochen verschwinden die Krankheitssymptome meistens spontan. Rezidive werden selten beobachtet (bei etwa 5–10 % der nicht behandelten Patienten). Viele Infektionen verlaufen auch asymptomatisch. Eine Immunität wird nicht erworben. Für einen gewissen Zeitraum bleiben die Patienten infektiös, da die Erreger im Stuhl ausgeschieden werden. Dieser Zeitraum beträgt zwei bis vier Wochen. Mit Dauerausscheidern ist normalerweise nicht zu rechnen. Bei immungeschwächten Personen, z. B. bei AIDS-Patienten, kann es jedoch zu einer Langzeitausscheidung kommen. Die Ausscheidungsdauer kann durch Antibiotikagabe verkürzt werden, sofern keine Resistenz bei den beteiligten Campylobacter-Arten besteht.

## Melde- und Benachrichtigungspflicht
Nach § 7 Abs. 1 des deutschen Infektionsschutzgesetzes (IfSG) besteht eine Meldepflicht für den direkten oder indirekten Erregernachweis an darmpathogenen Campylobacter sp. durch das nachweisende Labor usw. mit namentlicher Meldung des Patienten, soweit die Nachweise auf eine akute Infektion hinweisen. Nach § 6 Abs. 1 Nr. 2 IfSG ist auch die Krankheit als akute infektiöse Gastroenteritis für behandelnde Ärzte usw. meldepflichtig, falls entweder die betroffene Person Umgang mit Lebensmitteln hat oder in Einrichtungen zur Gemeinschaftsverpflegung beschäftigt ist oder bei zwei oder mehr Fällen ein epidemischer Zusammenhang wahrscheinlich ist oder vermutet wird. Wer jeweils meldepflichtig ist, ergibt sich aus § 8 IfSG.
Leiter von Gemeinschaftseinrichtungen haben das Gesundheitsamt unverzüglich zu benachrichtigen, wenn in der Einrichtung betreute Kinder, die das 6. Lebensjahr noch nicht vollendet haben, an infektiöser Gastroenteritis erkrankt oder dessen verdächtig sind (§ 34 Abs. 6 i. V. m. Abs. 1 Satz 3 IfSG).

## Häufigkeit
Campylobacter ist inzwischen in Deutschland – wie insgesamt in der Europäischen Union – der häufigste Erreger einer bakteriellen gastrointestinalen Infektion, noch vor den Salmonellen. 2010 wurden aus den 27 Mitgliedsstaaten der EU 218.963 bestätigte Fälle von Campylobacteriose gemeldet, dies sind mehr als doppelt so viele Fälle wie bei Salmonellose (102.323 bestätigte Fälle). 2010 wurden in Deutschland 65.713 Fälle von Campylobacteriose gemeldet, in Österreich waren es 4.404. Zum Vergleich: Die Zahl der gemeldeten Salmonellose-Fälle betrug 25.306 (Deutschland) bzw. 2.179 (Österreich). Die Erkrankungsrate in der EU liegt bei 56,89 Fällen pro 100.000 Einwohner, dies bedeutet einen Anstieg um 4,25 Fälle pro 100.000 Einwohner im Vergleich zum Vorjahr 2009. In der Tschechischen Republik gab es die höchste Erkrankungsrate mit 200,58 Fällen pro 100.000 Einwohner, gefolgt vom Vereinigten Königreich (Großbritannien) mit 113,34 Fällen pro 100.000 Einwohner.
Die Anzahl der Campylobacteriose-Fälle ist seit Jahren ansteigend. Meist treten sie sporadisch auf, aber auch von Krankheitsausbrüchen wird regelmäßig berichtet. Im Jahr 2010 wurden 470 mit Lebensmitteln in Verbindung gebrachte Krankheitsausbrüche dokumentiert, dabei waren über 1700 Personen betroffen. Die Erkrankung tritt vor allem im Sommer (Juni bis August) auf. In der Europäischen Union sind in großem Maße Kinder im Alter bis zu fünf Jahren betroffen, die höchste Erkrankungsrate wurde bei Jungen (im Alter von bis zu vier Jahren) mit 155,54 Fällen pro 100.000 Einwohner festgestellt.

## Infektionsweg
Campylobacter jejuni und Campylobacter coli kommen normalerweise im Darm von Schweinen und Geflügel und anderen Vogelarten vor. Hauptursache für durch Lebensmittel übertragene Campylobacteriose ist Geflügelfleisch, darauf lassen sich 20–30 % der Fälle zurückführen. Die Übertragung erfolgt dabei vor allem durch ungenügend gegartes Geflügelfleisch, da durchschnittlich jedes zweite Produkt verkeimt ist (Stand 2017). Weitere Infektionsquellen sind nicht pasteurisierte Milch (Rohmilch), kontaminiertes, nicht aufbereitetes Trinkwasser und rohes Hackfleisch. Auch Infektionen beim Baden in kontaminierten Oberflächengewässern (Badeseen und andere stehende Gewässer im Sommer) kommen vor. Ebenfalls ist die Übertragung durch Haustiere (besonders durchfallkranke Welpen und Katzen) bzw. bei Kontakt mit deren Ausscheidungen möglich. In nicht pasteurisierter Milch und Rindfleisch kann der seltene Campylobacter fetus ssp. fetus vorkommen.
Die als Infektionsquellen ausgemachten Lebensmittel sind vor allem von ausscheidenden Tieren kontaminiert. Selten erfolgt die direkte fäkal-orale Übertragung von Mensch zu Mensch. Auch eine direkte Schmierinfektion kommt vor, vor allem bei Kindern.
Campylobacter kann, vor allem bei niedrigen Umgebungstemperaturen, einige Zeit in der Umwelt oder in Lebensmitteln überleben. Der Erreger kann sich aber nicht außerhalb des Wirtsorganismus, also z. B. in Lebensmitteln, vermehren. Bereits die Aufnahme einer eher geringen Menge von Campylobacter reicht aus, um eine Infektion zu verursachen, bei Kindern ist dies bereits bei einer Infektionsdosis von etwa 500 Bakterienzellen möglich.

## Diagnostik
Ein Nachweis gelingt in der Regel aus der Stuhlkultur. Die Kultivierung auf Selektivmedien erfolgt unter mikroaerophilen Bedingungen bei 37–42 °C.

## Prophylaxe und Behandlung
Für Verbraucher besteht der wirksamste Schutz vor einer Infektion in der Einhaltung der Küchenhygiene. Beispielsweise sollte der Kontakt des Fleisches mit anderen Lebensmitteln über Küchengeräte oder Hände durch Waschen und Desinfizieren derselben vermieden werden.
Die Campylobacter-Enteritis heilt in der Regel spontan aus. Da eine antibiotische Behandlung im Normalfall keine Verkürzung der Krankheitsdauer bewirkt, sollte eine Anwendung nur bei komplikationsgefährdeten Menschen (kleine Kinder, alte oder immunsupprimierte Patienten) in Erwägung gezogen werden.
So wie bei allen Durchfallerkrankungen ist es auch bei der Campylobacter-Enteritis vor allem wichtig, Flüssigkeit und Elektrolyte zu ersetzen.
Antibiotisch wirksam sind vor allen Dingen Makrolide. Das Mittel der ersten Wahl stellt Azithromycin dar, das drei Tage lang gegeben wird, alternativ kann unter Umständen auch Ciprofloxacin eingesetzt werden. Chinolon-Antibiotika sind bei systemischen Infektionen nur mäßig wirksam. Bei septischen Verläufen sind Gentamicin oder Imipenem wirksam. Allerdings sind einige Campylobacter coli- Stämme gegen Gentamicin resistent.

## Komplikationen
Während die Krankheit bei den meisten Menschen komplikationslos verläuft, bleiben in einigen Fällen die Erreger im Darm und können eine chronische Infektion auslösen. Diese bietet ein ähnliches Bild wie chronisch-entzündliche Darmerkrankungen.
Vor allem bei immunsupprimierten Patienten kann es in seltenen Fällen zu septischen Verläufen kommen. Nach ausgeheilter Infektion treten manchmal reaktive Arthritis und Erythema nodosum auf. Außerdem gibt es Hinweise, dass das Guillain-Barré-Syndrom mit Campylobacter-Infektionen assoziiert sein könnte.